# صلاح سالم
صلاح مصطفى سالم (1920 - 1962)، عسكري وسياسي مصري، ولد في سبتمبر 1920 في مدينة سنكات شرق السودان المصري، حيث كان والده موظفا هناك. أمضى طفولته هناك، وتعلم في كتاتيب السودان. وهو الأخ الأصغر لجمال سالم عندما عاد إلى القاهرة مع والده تلقى تعليمه الابتدائي، ثم حصل على البكالوريا، وتخرج في الكلية الحربية سنة 1940. تخرج في كلية أركان الحرب سنة 1948، وشارك مع قوات الفدائيين التي كان يقودها الشهيد أحمد عبد العزيز.
تعرف على جمال عبد الناصر أثناء حصاره في الفالوجة، وانضم إلى الضباط الأحرار، وكان عضوا في اللجنة التنفيذية لهذا التنظيم، وعندما قام الضباط الأحرار بحركتهم في يوليو 1952 كان صلاح في العريش، وسيطر على القوات الموجودة هناك. وما عُرف عن صلاح سالم شدته وحزمه في أي قضية تخص الثورة .

## التدرج الوظيفي
- تولّى وزارة الإرشاد القومي (الإعلام) في الفترة من 18 يونيو 1953 وحتى 7 أكتوبر 1958.
- وكان أول رئيس للهيئة العامة للاستعلامات وتولّى رئاستها من عام 1954 حتى عام 1955.[3]
- كان عضوا في المجلس الأعلى لهيئة التحرير.
- من الضباط الأحرار الذين قاموا بثورة يوليو حيث كان عضواً بمجلس قيادة الثورة.
- اشتغل بالصحافة حيث تولّى الإشراف على صحيفتي الشعب والجمهورية.
- أول مسئول مصري سافر إلى جنوب السودان عام 1954 لتحقيق المصالحة الوطنية بين الشماليين والجنوبيين قبل انسحاب بريطانيا من مصر عام 1954 ومن السودان عام 1956 .
- اشتغل بالصحافة وتولّى رئاسة مجلس إدارة دار التحرير للطباعة والنشر.
- ترأس تحرير جريدة الجمهورية.

## وفاته
كان صلاح سالم أول من توفي من أعضاء مجلس قيادة الثورة، حيث توفي في سن صغيرة عن عمر 41 عاما في 18 فبراير 1962 بمرض السرطان. وقد شُيّع جثمانه في جنازة مهيبة تقدمها جمال عبد الناصر وجميع زملائه والوزراء، حيث بدأت الجنازة من جامع شركس بجوار وزارة الأوقاف إلى ميدان إبراهيم باشا.
وهنا تجدر الإشارة إلى أن عبد اللطيف البغدادي وحينما كان يقوم بالانتهاء من أحد أعماله الإنشائية العظيمة وأشهرها طريق الكورنيش والطريق الجديد الذي استقطع جزءا من المقطم وامتد في أرض صحراوية أصبحت بعد ذلك مدينة نصر؛ قد تصادف مع موعد وفاة صلاح سالم، فأطلق اسمه على هذا الطريق الطويل شارع صلاح سالم الذي أصبح من أشهر شوارع مصر .